# 戈梅维尔
戈梅维尔（法語：Gommerville，法語發音：[ɡɔmɛʁvil]）是法国滨海塞纳省的一个市镇，属于勒阿弗尔区。

## 地理
戈梅维尔（49°33'25"N, 0°22'0"E）面积7.39 平方千米，位于法国诺曼底大区滨海塞纳省，该省份为法国北部沿海省份，其西部及北部濒大西洋英吉利海峡，东起顺时针与索姆省、瓦兹省、厄尔省和卡爾瓦多斯省接壤。
与戈梅维尔接壤的市镇（或旧市镇、城区）包括：埃普勒托、埃坦于、格兰布维尔、圣吉勒德拉讷维尔、圣罗曼-德科尔博斯克、三石村。
戈梅维尔的时区为UTC+01:00、UTC+02:00（夏令时）。

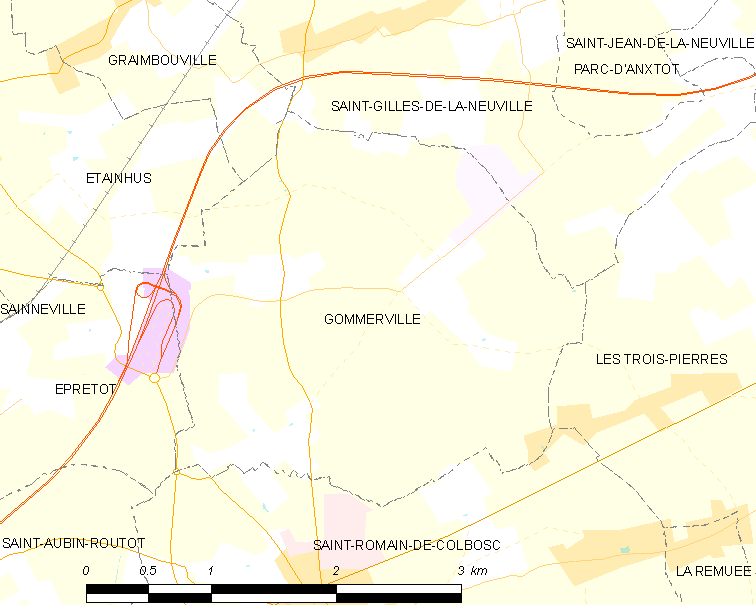
戈梅维尔的OSM定位图

## 行政
戈梅维尔的邮政编码为76430，INSEE市镇编码为76303。

## 政治
戈梅维尔所属的省级选区为圣罗曼-德科尔博斯克县。

## 人口

1962-2008年间戈梅维尔人口变化图示

戈梅维尔于2022年1月1日时的人口数量为740人。